# Kleindorf, Flattach
Kleindorf je naselje v Občini Flattach v Okraju Špital ob Dravi  na Koroškem v Avstriji.